# جبل الورد
جبل الورد هو من سلسلة جبال الحجاز يقع غرب السعودية ويقع تحديداً في جنوب غرب محافظة العلا التابعة لمنطقة المدينة المنورة يبلغ ارتفاعه بنحو 2,096 متر (6,877 قدم).